# Cattedrale di San Patrizio (Armagh)
La cattedrale di San Patrizio (in inglese: St Patrick's Cathedral) è la cattedrale cattolica di Armagh, in Irlanda del Nord, sede dell'arcidiocesi di Armagh.

## Storia
Dopo l'emancipazione cattolica nel Regno Unito del 1829 (per l'approvazione del Roman Catholic Relief Act 1829), l'arcivescovo William Crolly, decise di dare anche alla Chiesa cattolica romana una degna cattedrale nella città di Armagh. Trovato con grande difficoltà un sito su cui collocarla, una collina nella periferia della città, affidò il progetto della costruzione all'architetto Thomas Duff di Newry. Disegnata in stile Gotico Perpendicolare, i lavori iniziarono il 17 marzo 1840, giorno di San Patrizio. Protrattisi per più di sessant'anni, la chiesa fu consacrata con una solenne cerimonia nell'anno 1904. Una prima interruzione si ebbe con la Grande Carestia Irlandese, quando i fondi inizialmente stanziati furono comprensibilmente dirottati in favore degli indigenti. I lavori ripresero nel 1854 sotto la guida dell'architetto irlandese James Joseph McCarthy, che apportò modifiche al gotico perpendicolare trasformandolo in gotico fiorito, soprattutto per quanto riguarda le finestre, i lucernari, e il triforium, all'interno e, all'esterno, per le guglie sul transetto, i rosoni sui frontoni e le due guglie sulla facciata. Fermati ancora una volta i lavori, ripresero all'epoca dell'arcivescovo Daniel McGettigan che si dedicò all'interno, con decorazioni, affreschi e nuove volte. Al termine la chiesa fu completata e inaugurata il 24 agosto 1873. Per quella occasione Papa Pio IX inviò una bella scultura in avorio di Raffaello "Madonna Di Foligno". L'imperatore d'Austria un tavolo intarsiato appositamente progettato per l'occasione, mentre Napoleone III scelse dalle Tuileries Staterooms due magnifici vasi della manifattura di Sèvres.
Dopo che nel 1887 alla cattedrale fu aggiunta la sacrestia, il cardinale Logue affidò il compito di migliorare gli interni all'architetto William Hague di Dublino e, poi, dopo la sua morte, a George Coppinger Ashlin. 
Dopo il Concilio Vaticano II il cardinale Conway, indisse un concorso per i lavori di adattamento della cattedrale. Vinto da Liam McCormick, ridisegnò profondamente l'interno, distruggendo molte opere precedenti o portandole in altre chiese. Ridedicata il 13 giugno 1982, la chiesa necessitò di altri restauri importanti che portarono ad una nuova ridedicazione il 25 maggio 2003.

## Esterni
Collocata al termine di una scalinata scenografica, la croce latina della cattedrale si mostra integralmente alla vista senza essere soffocata da alcuna costruzione vicina. La facciata, realizzata nella parte bassa in gotico perpendicolare (Duff) e in quella superiore in gotico fiorito, nella quale spicca la pietra che sostiene il vetro dell'apertura centrale, si presenta con linee pulite e bene incastonata fra le due guglie dei campanili laterali (McCarthy). Le torrette del transetto contribuiscono a muovere le linee della costruzione, su cui spiccano i rosoni.  

## Interno
L'interno a tre navate, con cinque campate, presenta un transetto poco sporgente rispetto al corpo della chiesa e un coro, invece, pronunciato da cui, sul fondo, si accede alla sagrestia (1884). Le volte sono decorate con angeli scolpiti e con statue di santi in pietra su mensole (1866-73), e con affreschi in olio del pittore Oreste Amici (1904). Il pavimento è in piastrelle di porcellana italiana (2002). Su tutti i muri, vetrate colorate, con scene di vite dei Santi, di Gesù e della Madonna.   
Nel transetto destro, spicca un sontuoso altare eretto in onore del Sacro Cuore (1904) di Ashlin.  
L'altare maggiore (2002), in calcare di Tunisia, che presenta ai lati immagini di Cristo e sul davanti Cristo fra san Patrizio, San Malachia, santa Brigida e san Oliver Plunkett, è collocato in un ambiente introdotto da un arco su cui spiccano scene della Vita della Vergine. All'interno, sette mosaici con scene decorative (inizi del 1900) e una statua della Madonna con Bambino (1866-73). Dietro l'altare, sulla sinistra, spicca un'enorme scultura di Imogen Stuart, The Tree of Life (1982), molto criticata quando fu posta nella chiesa a sostituire le decorazioni gotiche precedenti, l'ambone (2002) sempre in calcare di Tunisia e al centro la Cattedra arcivescovile.  
Nel coro, interessanti, i retabli (1866-73), e l'altare della Vergine ornato di tre bassorilievi (1904), che rappresentano la Presentazione della Vergine al Tempio, l'Assunzione in Cielo e l'Incoronazione della Vergine, dello scultore italiano Michele Trepisciano. Al centro, un tabernacolo in diaspro della Corsica.
In controfacciata, una cortina (1904) in marmo appoggiata su quattro pilastri squadrati, contiene l'organo (1875) di William Telford, poi ridisegnato (1987) dalla Organ Company Ltd., con quattro manuali e 58 registri. Ai lati, a destra, è presente un negozio, a sinistra il battistero.